# ジェイムズ・ウィリアム・マーシャル (郵政長官)

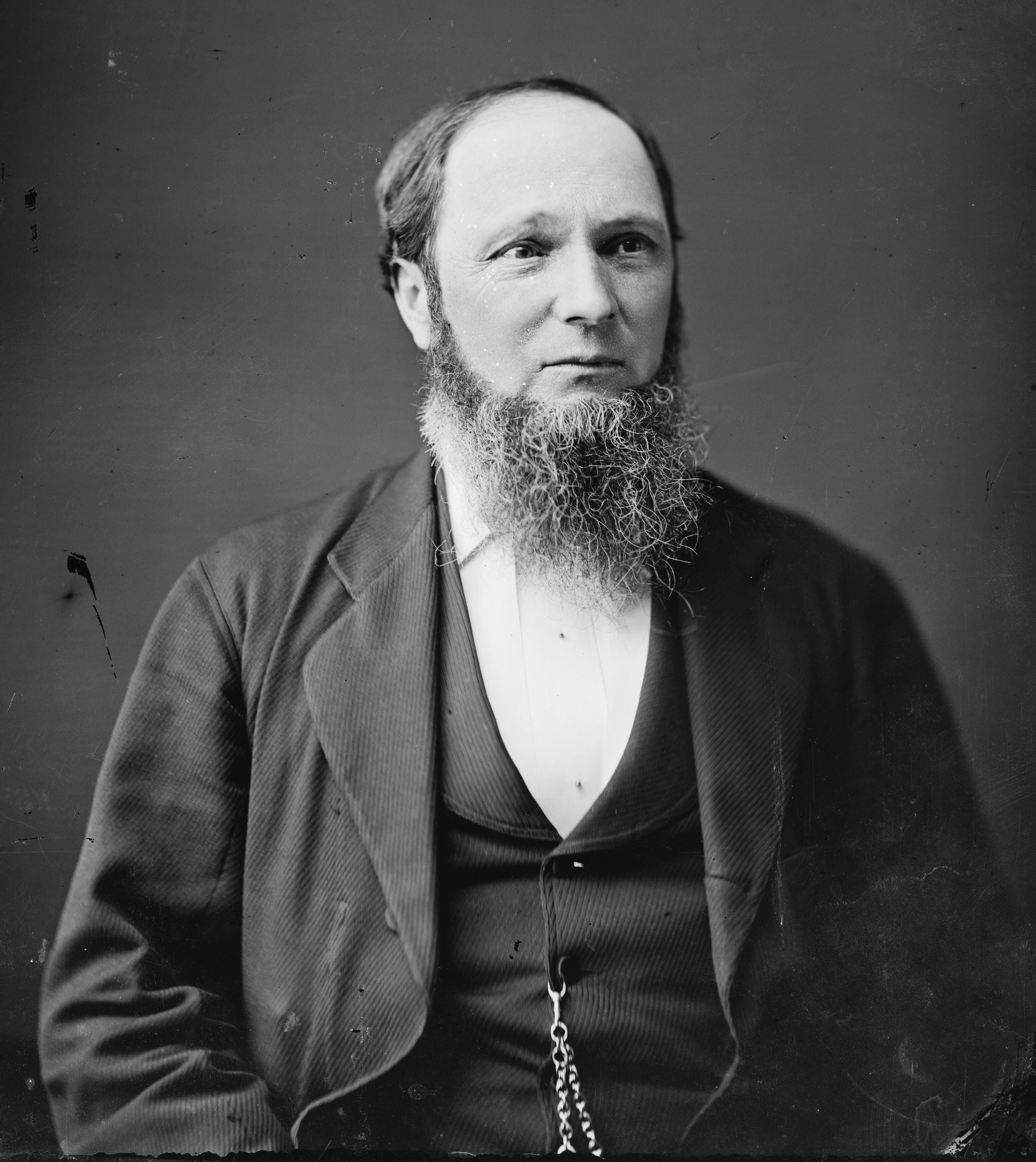
ジェイムズ・マーシャル

ジェイムズ・ウィリアム・マーシャル（James William Marshall, 1822年8月14日 - 1910年2月5日）は、アメリカ合衆国の政治家。1874年7月から8月までユリシーズ・グラント大統領の下で第27代アメリカ合衆国郵政長官を務めた。

## 生い立ちと家族
1822年8月14日、マーシャルはバージニア州クラーク郡において、ジェイムズ・ペド・マーシャル (James Pade Marshall, 1780-1826) とスザンナ・オレア (Susannah O'Rear) の息子として誕生した。マーシャルは地元の学校で学び、1848年にペンシルベニア州カーライルのディッキンソン大学を卒業した。
1850年、マーシャルはカーライルにおいて、ジェイン・スティーヴンソン (Jane Stevenson, 1822-1895) と結婚した。

## ディッキンソン大学教授
マーシャルは1848年にディッキンソン大学を卒業した後も、助教授として大学に残った。マーシャルは1850年に古語の正教授に昇格した。マーシャルは1861年まで教授職を務めた。

## 合衆国領事
1861年、マーシャルはイングランドのリーズの合衆国領事に任ぜられた。マーシャルは1865年まで領事を務めた。

## グラント政権
1869年3月、ユリシーズ・グラントが大統領に就任すると、マーシャルはジェイムズ・クレスウェル郵政長官の下で郵政第一次官補に任ぜられた。
1874年7月、クレスウェル郵政長官が突如辞任すると、グラント大統領は後任の郵政長官に在ロシア公使マーシャル・ジュウェルを起用することを決定した。そしてジュウェルがロシアから合衆国に帰国するまでの約2ヶ月間について、グラント大統領はマーシャルを郵政長官に据えることで対応した。ジュウェルは1874年8月に郵政長官に着任した。

## 晩年
1877年3月、グラント政権が終了すると、マーシャルは鉄道郵便業務の最高責任者となった。マーシャルは同職を引退まで務めた。
1910年2月5日、マーシャルはワシントンD.C.で死去した。マーシャルの遺体はペンシルベニア州カーライルに埋葬された。
| 公職                      | 公職                                                | 公職                        |
| ------------------------- | --------------------------------------------------- | --------------------------- |
| 先代 ジョン・クレスウェル | アメリカ合衆国郵政長官 1874年7月3日 - 1874年8月24日 | 次代 マーシャル・ジュウェル |